# Natriumdichromat
Natriumdichromat (Na2Cr2O7) ist das Natriumsalz der nur in wässriger Lösung bekannten Dichromsäure (H2Cr2O7) und zählt zu den Dichromaten. Es kristallisiert auch als Dihydrat (Na2Cr2O7 · 2 H2O) aus. Das Salz ist giftig.

## Gewinnung und Darstellung

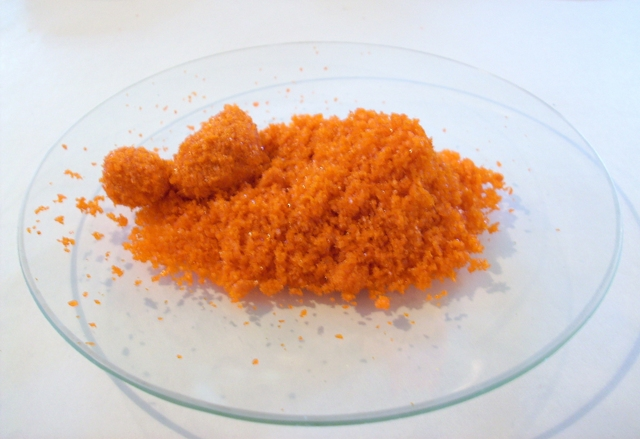
Kristalle von Natriumdichromat

Natriumdichromat wird im großen Maßstab aus Erzen mit Chrom(III)-oxid gewonnen. Das Erz wird mit Basen (in der Regel Natriumcarbonat) bei hohen Temperaturen in Anwesenheit von Sauerstoff behandelt:
{\displaystyle \mathrm {2\ Cr_{2}O_{3}+2\ Na_{2}CO_{3}+3\ O_{2}\rightarrow 2\ Na_{2}Cr_{2}O_{7}+2\ CO_{2}} }

## Reaktionen in wässriger Lösung
Die wässrige Lösung reagiert sauer, da sich ein Chromat-Dichromat-Gleichgewicht einstellt und zum großen Teil Hydrogenchromat-Anionen (HCrO4−) gebildet werden. Das Hydrogenchromat-Anion reagiert als Säure:
{\displaystyle \mathrm {Cr_{2}O_{7}^{2-}\ +\ H_{2}O\rightleftharpoons \ 2\ HCrO_{4}^{-}} }
{\displaystyle \mathrm {HCrO_{4}^{-}\ +\ H_{2}O\rightleftharpoons \ CrO_{4}^{2-}\ +\ H_{3}O^{+}} }
Da durch die Autoprotolyse des Wassers immer OH−-Ionen und H3O+-Ionen vorhanden sind stellen sich mehrere Gleichgewichte ein:
{\displaystyle \mathrm {Cr_{2}O_{7}^{2-}\ +\ H_{3}O^{+}\rightleftharpoons \ HCr_{2}O_{7}^{-}\ +\ H_{2}O} }
{\displaystyle \mathrm {HCrO_{4}^{-}\ +\ H_{2}O\rightleftharpoons \ CrO_{4}^{2-}\ +\ H_{3}O^{+}} }
{\displaystyle \mathrm {HCrO_{4}^{-}\ +\ H_{3}O^{+}\rightleftharpoons \ H_{2}CrO_{4}\ +\ H_{2}O} }
{\displaystyle \mathrm {2\ H_{2}CrO_{4}\rightleftharpoons \ HCr_{2}O_{7}^{-}\ +\ H_{3}O^{+}} }

## Verwendung
Es findet häufige Verwendung in der Metalloberflächenbehandlung (Korrosionsinhibitor), zur Holz-Imprägnierung und unter anderem zur Herstellung von Korrosionsschutzpigmenten verwendet, wobei ein Gleichgewicht aus Natriumdichromat und Natriumchromat gebildet wird. Weiterhin wird es in der chemischen Industrie als Oxidationsmittel für organische Syntheseprozesse verwendet, beispielsweise zur Synthese von Anthrachinon.

## Sicherheitshinweise und gesetzliche Regelungen
Natriumdichromat ist sehr giftig, brandfördernd und umweltgefährlich.
Es wurde im Oktober 2008 aufgrund seiner Einstufung als krebserzeugend (Carc. 1B),  mutagen (Muta. 1B) und reproduktionstoxisch (Reprod. 1B) in die Kandidatenliste der besonders besorgniserregenden Stoffe (Substance of very high concern, SVHC) aufgenommen. Im April 2013 wurde Natriumdichromat danach in das Verzeichnis der zulassungspflichtigen Stoffe mit dem Ablauftermin für die Verwendung in der EU zum 21. September 2017 aufgenommen. Als Chrom(VI)-Verbindung unterliegt Natriumdichromat außerdem den Beschränkungen im Anhang XVII, Nummer 47 und 72 der REACH-Verordnung (in Deutschland umgesetzt durch die Chemikalien-Verbotsverordnung).